# Johan Pettersson (ishockeyspelare)
Johan Pettersson, född 6 augusti 1989 i Kalix, är en svensk professionell ishockeyspelare som spelar för Kalix HC i Division 1 Norra.